# Algebra & Number Theory
Algebra & Number Theory est une revue scientifique mathématique à évaluation par les pairs publiée par Mathematical Sciences Publishers, une association sans but lucratif.

## Objectif
La revue a été créée en janvier 2007, « dans le but d'offrir une alternative à la gamme actuelle de revues commerciales spécialisées en algèbre et théorie des nombres, une alternative de qualité supérieure et à un coût bien inférieur »

## Thèmes
Le journal publie des articles de recherche originaux en algèbre et théorie des nombres au sens large, y compris la géométrie algébrique et la géométrie arithmétique entre autres . Le journal publie des articles de haut niveau qui peuvent intéresser un large lectorat, à un niveau qui se veut équivalent aux quatre ou cinq meilleurs journaux mathématiques généralistes. Les fascicules de la revue paraissent à la fois en ligne et sur papier.
Le journal publie 10 numéros par an, avec un nombre annuel de pages autour de 2 500.
Le facteur d'impact sur SJR est de 1,733 pour 2018, ce qui en fait le 5e dans sa catégorie.

## Comité de rédaction
Le rédacteur en chef exécutif est Bjorn Poonen du Massachusetts Institute of Technology, et le président du comité de rédaction est David Eisenbud de l'université de Californie à Berkeley.

## Articles liés
- Jonathan Pila
- Liste des journaux scientifiques en mathématiques